# Carl Dickinson
Carl Matthew Dickinson (ur. 30 marca 1987 w Derbyshire) – angielski piłkarz występujący na pozycji obrońcy w Port Vale.